# Perilinfa

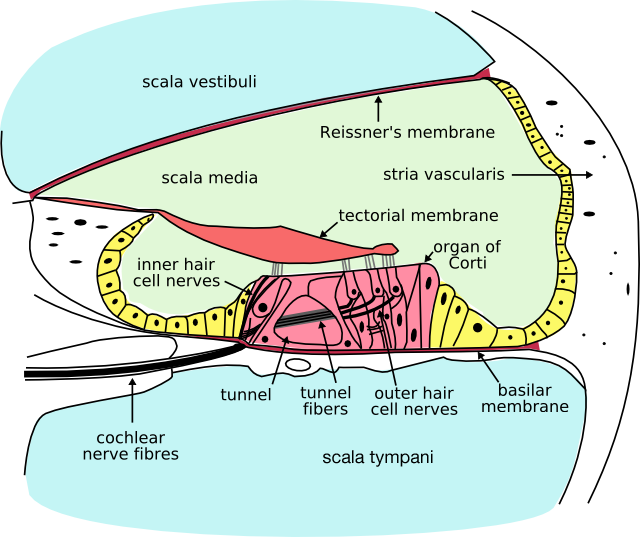
Sezione della coclea. La perilinfa si trova nella scala vestibuli e nella scala tympani - le regioni acque nella parte ruperiore e inferiore del disegno.

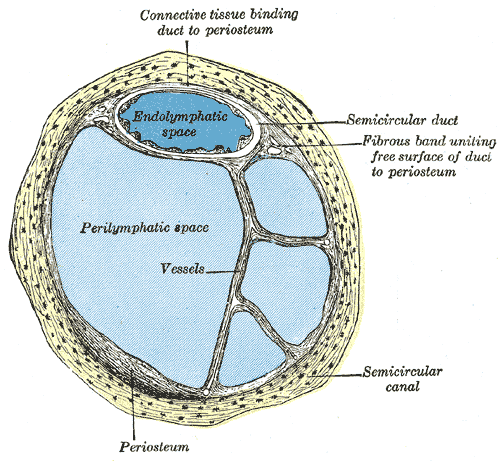
Sezione del canale semicircolare e del dotto mostrante gli spazi perilinfatici.

La perilinfa (nota anche come liquor cotunnii) è un fluido extra-cellulare che si trova nella coclea, parte dell'orecchio interno, in due dei suoi tre compartimenti: nel dotto timpanico e nel dotto vestibolare. La composizione ionica della perilinfa è paragonabile a quella del  plasma e del liquido cerebrospinale. Il maggior catione (ione positivo) nella perilinfa è il sodio: i valori della concentrazione di sodio e potassio nella perilinfa sono 138 mM e 6,9 mM rispettivamente.

## Struttura
L'orecchio interno è costituito da due parti: il labirinto osseo e il labirinto membranoso. Quest'ultimo continua nel labirinto osseo e contiene un fluido chiamato endolinfa. Tra la parete esterna del labirinto membranoso e la parete del labirinto osseo si trova lo spazio perilinfatico che contiene la perilinfa. Il labirinto membranoso è sospeso nella perilinfa. La perilinfa nel labirinto osseo è in continuità con il liquido cerebrospinale dello spazio subaracnoideo tramite il condotto perilinfatico.

### Composizione
La perilinfa e l'endolinfa hanno composizioni ioniche uniche adatte alle loro funzioni nella regolazione elettrochimica degli impulsi delle cellule ciliate. Il potenziale elettrico dell'endolinfa è ~ 80-90 mV più positivo rispetto a quello della perilinfa a causa di una maggiore permeabilità a livello delle cellule della stria vascolare (che producono l'endolinfa) al sodio rispetto che al potassio, il che porta il potenziale di equilibrio elettrochimico vicino a quello dello ione sodio (calcolabile con l'equazione di Nerst).
La perilinfa è il fluido contenuto all'interno del labirinto osseo, che circonda e protegge il labirinto membranoso; la sua composizione assomiglia al liquido extracellulare (i sali di sodio sono l'elettrolita positivo predominante) e, tramite il condotto perilinfatico, è in continuità con il liquido cerebrospinale.
L'endolinfa è il fluido contenuto all'interno del labirinto membranoso dell'orecchio interno; assomiglia al liquido intracellulare nella sua composizione (il potassio è il catione principale).

## Significato clinico
È stato appurato che perilinfa e endolinfa partecipano a un flusso unidirezionale che viene interrotto nella sindrome di Menière.